# Australian Catholic University
Australian Catholic University (Australijski Uniwersytet Katolicki, znany też jako ACU National) – australijska uczelnia o statusie uniwersytetu, silnie związana z Kościołem katolickim, ale równocześnie posiadająca status uczelni publicznej, co pozwala jej otrzymywać finansowanie ze środków państwowych. Uczelnia posiada sześć kampusów w pięciu miastach: Sydney (dwa kampusy), Melbourne, Brisbane, Canberze i Ballarat. Uniwersytet kształci ok. 13 tysięcy studentów i zatrudnia niespełna tysiąc pracowników naukowych. Nadzór nad uczelnią w imieniu Kościoła sprawują arcybiskup Sydney kardynał George Pell (jako przewodniczący organizacji będącej organem założycielskim uniwersytetu) oraz o. Julian McDonald CFC jako jej kanclerz. Bieżącą administracją kieruje świecki wicekanclerz, konstytucjonalista prof. Greg Craven. Świecki nadzór sprawują władze stanów Nowa Południowa Walia, Wiktoria i Queensland. W każdym z nich parlament stanowy przyjął specjalną ustawę regulującą działalność uniwersytetu na terenie stanu. 

## Struktura
Uczelnia dzieli się na cztery wydziały:
- Wydział Nauk o Zdrowiu
- Wydział Pedagogiki i Sztuki
- Wydział Prawa i Przedsiębiorczości
- Wydział Teologii i Filozofii